# Mikołaj Rusca
Mikołaj Rusca (wł.) Nicolò Rusca (ur. 20 kwietnia 1563 Bedano, zm. 4 września 1618 w Thusis) – błogosławiony Kościoła katolickiego, ofiara prześladowań antykatolickich, duchowny katolicki.
Pochodził z wielodzietnej rodziny żyjącej we szwajcarskim kantonie Ticino. Działalność duszpasterską prowadził w Sondrio pełniąc tam obowiązki proboszcza i będąc archiprezbiterem. W swojej pracy wykorzystywał swoje wykształcenie teologiczne i z oddaniem poświęcał się pomocy ubogim. Za działalność, której celem było nawracanie protestantów na katolicyzm poddany został torturom, skazany na śmierć i powieszony. Zginął z „nienawiści do wiary” (łac) odium fidei.
21 kwietnia 2013 beatyfikacji w imieniu papieża Franciszka dokonał prefekt Kongregacji Spraw Kanonizacyjnych kardynał Angelo Amato SDB.